# Russische schaakbond
De Russische schaakbond (Russisch: Российская шахматная федерация, Rossijskaja schachmatnaija federatsija) is de nationale overkoepelende organisatie van schakers in Rusland. De schaakbond wordt bestuurd vanuit Moskou en werd op 15 februari 1992 opgericht, als opvolger van de Schaakbond van de Sovjet-Unie. De schaakbond richt zich op de bevordering van de schaaksport in Rusland en de behartiging van de belangen van zijn leden in het buitenland. De bond is lid van de wereldbond Fédération Internationale des Échecs (FIDE), het Russisch Olympisch Comité en de European Chess Union.

## Structuur
De Russische schaakbond wordt gevormd door autonome gemeenschappelijke verenigingen uit de verschillende deelrepublieken, krajs, oblasten en andere regio's en steden. De leidende organen bestonden tot begin 2010 uit een congres, een uitvoerend comité en een bestuur. Sinds de bestuurlijke herindeling werden de laatste twee vervangen door een raad van toezicht en een bestuur. Het congres is het hoogste orgaan van de bond en wordt gevormd door gedelegeerden van de aangesloten bonden. Het congres wordt minimaal eens in de vier jaar bijeengeroepen.
Voorzitters
- Arkadi Moerasjev (1992-1993)
- Jevgeni Bebzjoek (1993-1994)
- Andrej Makarov (1994-1997)
- Andrej Selivanov (1997-2003)
- Aleksandr Zjoekov (2003-2009)

| Voorzitter van de raad van toezicht - Arkadi Dvorkovitsj (2010-) | Bestuursvoorzitters - Aleksandr Bach (2010-2011) - Ilja Levitov (2011-) |